# Rakha Dipsung
Rakha Dipsung (nep. राखादिप्सुङ) – gaun wikas samiti we wschodniej części Nepalu w strefie Sagarmatha w dystrykcie Khotang. Według nepalskiego spisu powszechnego z 2001 roku liczył on 194 gospodarstw domowych i 972 mieszkańców (480 kobiet i 492 mężczyzn).